# Obszar ochrony ścisłej Nart (Roztoczański Park Narodowy)
Obszar ochrony ścisłej Nart – leśny obszar ochrony ścisłej (biernej) w Roztoczańskim Parku Narodowym, położonym w województwie lubelskim, w powiecie zamojskim, w gminie Zwierzyniec, na południowy zachód od wsi Guciów. Zajmuje powierzchnię 275,72 ha.
Przed założeniem parku narodowego znajdował się tu rezerwat przyrody Nart, utworzony w latach 60. XX wieku.
Obszar pokryty jest lasem o pierwotnym charakterze, ze składem gatunkowym i strukturą mało zmienioną działalnością człowieka. Ochroną objęto cenne drzewostany w składzie buczyny karpackiej.

## Szlaki turystyczne
Przy północno-wschodniej i wschodniej granicy obszaru przebiega oznaczony kolorem niebieskim szlak centralny Roztocza,  natomiast przy wschodniej granicy czerwony roztoczański szlak konny.